# Brazeau County
Brazeau County ist ein municipal district in Alberta, Kanada. Es liegt innerhalb der Census Division 11, in der Region Zentral-Alberta. Die Verwaltungseinheit entstand am 1. Juli 1988 – zunächst unter dem Namen Municipal District of Brazeau No. 77 – aus dem Improvement District No. 222. Am 1. Oktober 2002 wurde der heutige Name eingeführt.
Brazeau County ist nach dem Brazeau River benannt, der wiederum nach Joseph Brazeau benannt ist, einem Linguisten, der an einer Expedition John Pallisers in diese Region teilnahm.

## Lage
Brazeau County liegt zentral in der kanadischen Provinz Alberta am Brazeau River. Die Ortschaft Drayton Valley, in deren Nähe sich der Verwaltungssitz von Brazeau County befindet, liegt als eigenständige Enklave innerhalb des Brazeau County.
| Yellowhead County | Parkland County                             | Parkland County             |
| Yellowhead County | Kompassrose, die auf Nachbargemeinden zeigt | Leduc County                |
| Clearwater County | Clearwater County                           | County of Wetaskiwin No. 10 |

## Geschichte
Brazeau County besteht aus Gebieten, die zuvor von drei benachbarten Verwaltungseinheiten verwaltet wurden. Ab Mitte der 1980er Jahre gab es Beschwerden von Menschen aus den südwestlichen Anteilen von Parkland County und den westlichen Teilen von Leduc County, die sich von der Verwaltung in Stony Plain beziehungsweise Leduc aufgrund der großen räumlichen Entfernung nicht gut vertreten fühlten. Nach etwa fünfjähriger politischer Arbeit wurde am 31. Dezember 1987 der Improvement District No. 222 unter Einschluss von kleineren Flächen des Yellowhead County gebildet, aus dem sich am 1. Juli 1988 der Municipal District of Brazeau No. 77 gründete. Am 1. Oktober 2002 wurde der Name in Brazeau County geändert.

## Bevölkerung
| Jahr | Erhebung     | Einwohner | Änderung | Fläche (km2) | Bev.-dichte (EW/km2) |
| ---- | ------------ | --------- | -------- | ------------ | -------------------- |
| 2001 | Volkszählung | 6.895     | +2,3 %   | 3.019,74     | 2,3                  |
| 2006 | Volkszählung | 7.040     | +6,6 %   | 3.015,83     | 2,3                  |
| 2011 | Volkszählung | 7.201     | +2,3 %   | 3.020,71     | 2,4                  |
| 2012 | Anpassung    | 7.132     |          |              |                      |

Bei der Volkszählung 2011 fanden sich im Brazeau County 7201 Einwohner in 2693 bewohnten Wohneinheiten (bei 2852 Wohneinheiten insgesamt). Gegenüber der Volkszählung von 2006 ergab sich somit eine Steigerung von 2,3 Prozent. Bei einer Fläche von 3020,71 km2 ergab sich eine Bevölkerungsdichte von 2,4/km2. Durch Eingemeindungen nach Drayton Valley 2011 und 2012 korrigierte Statistics Canada die Einwohnerzahl um 69 auf 7.132 nach unten.
Bei der Volkszählung 2006 gaben 91,2 % (6.425 Personen) der Einwohner als ethnische Zugehörigkeit „Weißer“ an, 1,7 % (120 Personen) ordneten sich verschiedenen Minderheiten zu (Visible minority). 7,1 % (500 Personen) zählten sich zu den First Nations oder zu den Métis.

## Gemeinden und Ortschaften
Folgende Kleinstädte und Ortschaften liegen im Brazeau County:
- Kleinstadt (town): Drayton Valley (Enklave)
- Dorf (village): Breton
- Weiler (hamlet): Alsike, Buck Creek, Cynthia, Lodgepole, Poplar Ridge, Rocky Rapids, Violet Grove

Außerdem bestehen noch kleinere Siedlungen unter den Namen: Antross, Beaver Estates, Berrymoor, Birch Field Estates, Birchwood Village Greens, Boggy Hall, Brazeau Dam, Carnwood, Cottonwood Subdivision, Country Classic Estates, Country Style Trailer Court, Easyford, Fairway Meadows, Lindale, Meadow Land Acres, Parview Estates, Pembina, Pleasant View, Rex Block, River Ridge Subdivision, Round Valley, Valley Drive, Valley Drive Acres und West Bank Acres.